# Sân bay Bilbao
Sân bay Bilbao (IATA: BIO, ICAO: LEBB) là một sân bay công cộng có cự ly 9 km (5,6 mi) về phía bắc của Bilbao , trong khu đô thị tự quản Loiu, trong Biscay. Đây là sân bay quan trọng nhất của xứ Basque và miền Bắc Tây Ban Nha, với 4.045.613 lượt khách thông qua trong năm 2011. Sân bay nổi tiếng với nhà ga chính mới khai trương vào năm 2000 và được thiết kế bởi Santiago Calatrava. Đây là cơ sở quan trọng thứ nhì cho Vueling, với số lượng điểm đến nhiều thứ hai của hãng.